# ایران در بازی‌های جهانی دانشجویان
ایران برای اولین بار در سال ۱۹۷۳ در یونیورسیاد تابستانی و در سال ۲۰۱۱ در یونیورسیاد زمستانی شرکت کرد و ورزشکاران را به برخی از دوره‌های یونیورسیادهای بعدی نیز اعزام کرد.

## تاریخچه

### تابستانی
در شش دوره اول حاضر نبود. بعد از دو حضور در ۱۹۷۳ و ۱۹۷۷ به علت انقلاب ۵۷ و جنگ شش دوره شرکت نکرد. بعد از شش دوره غیبت در ۱۹۹۱ شرکت کرد. در ۱۹۹۳ به علت میزبانی آمریکا باز هم غایب بود. از سال ۱۹۹۵ ژاپن تا ۲۰۲۳ ایران چهارده دوره پیاپی بدون وقفه در بازی‌ها شرکت کرده‌است. در مجموع از ۳۱ دوره بازی‌ها تا سال ۲۰۲۳ در هفده دوره شرکت کرده‌است. در چهارده دوره (۱۹۵۹، ۱۹۶۱، ۱۹۶۳، ۱۹۶۵، ۱۹۶۷، ۱۹۷۰، ۱۹۷۵، ۱۹۷۹، ۱۹۸۱، ۱۹۸۳، ۱۹۸۵، ۱۹۸۷، ۱۹۸۹، ۱۹۹۳) شرکت نکرده‌است.
1. ۱۹۵۹ تا ۱۹۷۰: شش دوره شرکت نکرد.
2. ۱۹۷۳ اولین حضور، ۱۹۷۵ شرکت نکرد، ۱۹۷۷ دومین حضور قبل از انقلاب ۵۷
3. ۱۹۷۹ تا ۱۹۸۹: شش دوره شرکت نکرد.
4. ۱۹۹۱ اولین حضور بعد از انقلاب ۵۷، ۱۹۹۳ به میزبانی آمریکا شرکت نکرد.
5. ۱۹۹۵ تا ۲۰۲۳: چهارده دوره پیاپی در حال شرکت است.

### زمستانی
در ۲۴ دوره اول شرکت نکرد. فقط در سه دوره ۲۰۱۱ و ۲۰۱۳ و ۲۰۱۷ در اسکی آلپاین با چند ورزشکار شرکت کرده‌است. ۲۰۱۹ و ۲۰۲۳ شرکت نکرد. از مجموع ۳۱ دوره در ۲۸ دوره شرکت نکرده‌است. تیم ملی اسکی آلپاین دانشجویان ایران با ترکیب یک ورزشکار زن و سه مرد برای نخستین بار در یونیورسیاد دانشجویان جهان (المپیک دانشجویان جهان) در ارزروم ترکیه شرکت کرد. این تیم با ترکیب بهنام کیاشمشکی، حامد کیاشمشکی، حسین کلهر و سمیرا رجب بلوکات به عنوان ورزشکار و سیدرضا صید سرمربی و مرتضی ساوه شمشکی سرپرست سه شنبه شب ۵ بهمن ۱۳۸۹، راهی ارزروم ترکیه شد. تيم ملي دانشجويان اسكي ايران پس از ۲۷ سال براي اولين بار به مسابقات يونيورسياد زمستاني اعزام شد.

## ۲۰۲۳ تابستانی
هفدهمین حضور ایران در سی و یکمین دوره بازی‌های تابستانی با ۸۷ ورزشکار در ۱۱ رشته ورزشی بود.

## مدال‌ها
۵ مدال در دو حضور اول در کشتی به دست آمد. کشتی از ورزش‌های ثابت مسابقات نبود. از ۱۹۹۱ تا ۲۰۰۱ اغلب فقط در فوتبال و والیبال و بسکتبال مردان شرکت کرد و در رشته‌های انفرادی حضور نداشت و موفق به کسب مدال نشد. اولین مدال بعد از ۲۶ سال در سال ۲۰۰۳ در تکواندو به دست آمد. پس از آن در تمام دوره‌های بعدی تابستانی (ده دوره از ۲۰۰۳ تا ۲۰۲۳) موفق به کسب مدال شد. در زمستانی موفق به کسب مدال نشده‌است.
| Games                    | Gold | Silver | Bronze | Total | Rank |
| ------------------------ | ---- | ------ | ------ | ----- | ---- |
| ۱۹۷۳ مسکو                | ۰    | ۴      | ۰      | ۴     | ۱۸   |
|                          |      |        |        |       |      |
| ۱۹۷۷ صوفیه               | ۰    | ۰      | ۱      | ۱     | ۲۲   |
|                          |      |        |        |       |      |
| ۲۰۰۳ دایگو               | ۰    | ۲      | ۲      | ۴     | ۳۲   |
| ۲۰۰۵ ازمیر               | ۲    | ۶      | ۴      | ۱۲    | ۱۹   |
| ۲۰۰۷ بانکوک              | ۴    | ۱      | ۴      | ۹     | ۱۳   |
| ۲۰۰۹ بلگراد              | ۵    | ۲      | ۱      | ۸     | ۱۱   |
| ۲۰۱۱ شنزن                | ۱    | ۴      | ۳      | ۸     | ۳۳   |
| ۲۰۱۳ کازان               | ۲    | ۴      | ۳      | ۹     | ۲۶   |
| ۲۰۱۵ گوانگجو             | ۷    | ۲      | ۶      | ۱۵    | ۹    |
| یونیورسیاد تابستانی ۲۰۱۷ | ۸    | ۴      | ۱۱     | ۲۳    | ۱۰   |
| ۲۰۱۹ ناپل                | ۷    | ۳      | ۷      | ۱۷    | ۹    |
| ۲۰۲۳ چنگدو               | ۵    | ۴      | ۱۲     | ۲۱    | ۶    |
| Total                    | ۴۱   | ۳۶     | ۵۴     | ۱۳۱   |      |

## مدال‌های ورزشی
| ورزش              | طلا | نقره | برنز | جمع |
| ----------------- | --- | ---- | ---- | --- |
| تیراندازی با کمان | ۰   | ۲    | ۰    | ۲   |
| دو و میدانی       | ۳   | ۱    | ۰    | ۴   |
| شمشیرزنی          | ۰   | ۱    | ۲    | ۳   |
| جودو              | ۰   | ۰    | ۲    | ۲   |
| تیراندازی         | ۴   | ۳    | ۴    | ۱۱  |
| تکواندو           | ۲۱  | ۱۴   | ۲۵   | ۶۰  |
| والیبال           | ۱   | ۰    | ۰    | ۱   |
| وزنه‌برداری        | ۲   | ۱    | ۱    | ۴   |
| کشتی              | ۲   | ۹    | ۶    | ۱۷  |
| ووشو              | ۳   | ۱    | ۲    | ۶   |
| جمع               | ۳۶  | ۳۲   | ۴۲   | ۱۱۰ |

## فهرست مدال آوران

### تیراندازی با کمان
| مدال      | نام                                             | بازی‌ها     | رویداد           |
| --------- | ----------------------------------------------- | ---------- | ---------------- |
| Null نقره | یاسر عمویی {{سخ}} میلاد رشیدی {{سخ}} امید طاهری | ۲۰۱۷ تایپه | ترکیب تیمی مردان |
| Null نقره | کیاراش فرزان {{سخ}} محمد صالح پالیزبان          | ۲۰۱۹ ناپل  | ترکیب تیمی مردان |

### ورزشکاری
| مدال      | نام               | بازی‌ها      | رویداد           |
| --------- | ----------------- | ----------- | ---------------- |
| Null طلا  | احسان مهاجر شجاعی | ۲۰۰۷ بانکوک | ۸۰۰ متر مردان    |
| Null طلا  | سجاد مرادی        | ۲۰۰۹ بلگراد | ۸۰۰ متر مردان    |
| Null طلا  | محمد صمیمی        | ۲۰۰۹ بلگراد | دیسک پرتاب مردان |
| Null نقره | محمود صمیمی       | ۲۰۰۹ بلگراد | دیسک پرتاب مردان |

### شمشیربازی
| مدال      | نام                                                               | بازی‌ها     | رویداد         |
| --------- | ----------------------------------------------------------------- | ---------- | -------------- |
| Null نقره | فرزاد باهر {{سخ}} محمد فتوحی {{سخ}} علی پاکدامن {{سخ}} محمد رهبری | ۲۰۱۷ تایپه | تیم سابر مردان |
| Null برنز | محمد فتوحی                                                        | ۲۰۱۷ تایپه | صابر فردی      |
| Null برنز | محمد رهبری                                                        | ۲۰۱۷ تایپه | سابر فردی      |

### جودو
| مدال      | نام             | بازی‌ها      | رویداد              |
| --------- | --------------- | ----------- | ------------------- |
| Null برنز | مصطفی دلیریان   | ۲۰۰۷ بانکوک | ۶۰ کیلوگرم آقایان   |
| Null برنز | سعید خسروی نژاد | ۲۰۰۷ بانکوک | +۱۰۰ کیلوگرم آقایان |

### تیراندازی
| مدال      | نام                                                      | بازی‌ها      | رویداد                           |
| --------- | -------------------------------------------------------- | ----------- | -------------------------------- |
| Null طلا  | نجمه خدمتی                                               | ۲۰۱۵ گوانجو | تفنگ هوا ۱۰ متر زنان             |
| Null طلا  | مه‌لقا جام‌بزرگ                                            | ۲۰۱۵ گوانجو | تفنگ ۵۰ متر زنانه مستعد          |
| Null نقره | مه‌لقا جام‌بزرگ {{سخ}} نجمه خدمتی {{سخ}} مریم طالبی        | ۲۰۱۵ گوانجو | تیم تفنگ ۵۰ متر زنان ۳ موقعیت    |
| Null برنز | نجمه خدمتی                                               | ۲۰۱۵ گوانجو | تفنگ ۵۰ زن ۳ موقعیت              |
| Null برنز | مائده امین زاده {{سخ}} مه‌لقا جام‌بزرگ {{سخ}} نجمه خدمتی   | ۲۰۱۵ گوانجو | تیم تفنگ هوایی ۱۰ متر بانوان     |
| Null برنز | مه‌لقا جام‌بزرگ {{سخ}} نجمه خدامتی {{سخ}} مریم طالبی       | ۲۰۱۵ گوانجو | تیم مستعد تفنگ ۵۰ متر زنان       |
| Null طلا  | درسا عرب‌شاهی                                             | ۲۰۱۹ ناپل   | تپانچه هوایی ۱۰ متر زنانه        |
| Null طلا  | مهیار صداقت {{سخ}} نجمه خدامتی                           | ۲۰۱۹ ناپل   | تیم تفنگ هوا ۱۰ متر مخلوط شده‌است |
| Null نقره | هادی قره باغی {{سخ}} امیر محمد نکونام {{سخ}} مهیار صداقت | ۲۰۱۹ ناپل   | تیم تفنگ هوایی ۱۰ متر مردان      |
| Null نقره | هانیه رستمیان                                            | ۲۰۱۹ ناپل   | تپانچه هوایی ۱۰ متر زنانه        |
| Null برنز | سجاد پورحسینی                                            | ۲۰۱۹ ناپل   | تپانچه هوایی ۱۰ متر مردانه       |

### والیبال
| مدال     | نام | بازی‌ها     | رویداد |
| -------- | --- | ---------- | ------ |
| Null طلا | اکبر والایی {{سخ}} محمد فلاح {{سخ}} امیر علی محمدفطالی {{سخ}} قاسم کارخانه {{سخ}} محمدرضا مؤذن {{سخ}} سعید شیرود {{سخ}} آرمین رنجبر {{سخ}} بهزاد حیدری {{سخ}} علی یوسف پور {{سخ}} فرهاد پیروت پور {{سخ}} محمد طاهر وادی {{سخ}} هادی برشان | ۲۰۱۷ تایپه | مردان  |

### وزنه‌برداری
| مدال      | نام          | بازی‌ها     | رویداد              |
| --------- | ------------ | ---------- | ------------------- |
| Null طلا  | جابر بهروزی  | ۲۰۱۳ کازان | ۶۹ کیلوگرم آقایان   |
| Null طلا  | رسول تقیان   | ۲۰۱۳ کازان | ۷۷ کیلوگرم آقایان   |
| Null نقره | بهادر مولایی | ۲۰۱۳ کازان | +۱۰۵ کیلوگرم آقایان |
| Null برنز | کیا قدمی     | ۲۰۱۷ تایپه | ۱۰۵ کیلوگرم آقایان  |

### کشتی
| مدال      | نام              | بازی‌ها         | رویداد                            |
| --------- | ---------------- | -------------- | --------------------------------- |
| Null نقره | حسین بی‌طرفان     | ۱۹۷۳ مسکو      | آزاد مردان ۴۸ کیلوگرم             |
| Null نقره | غدیر نخودچی      | ۱۹۷۳ مسکو      | کشتی آزاد آقایان ۵۲ کیلوگرم       |
| Null نقره | محسن فرهواشی     | ۱۹۷۳ مسکو      | آزاد مردان ۵۷ کیلوگرم             |
| Null نقره | محمدرضا نوایی    | ۱۹۷۳ مسکو      | آزاد مردان ۶۲ کیلوگرم             |
| Null برنز | داریوش واعظی     | سال ۱۹۷۷ صوفیه | آزاد مردان ۵۷ کیلوگرم             |
| Null طلا  | هادی حبیبی       | ۲۰۰۵ ازمیر     | آزاد مردان ۷۴ کیلوگرم             |
| Null طلا  | علی اشکانی       | ۲۰۰۵ ازمیر     | Greco-Roman مردان ۶۰ کیلوگرم      |
| Null نقره | مجید خدایی       | ۲۰۰۵ ازمیر     | کشتی آزاد مردان ۸۴ کیلوگرم        |
| Null نقره | حسن رنگرز        | ۲۰۰۵ ازمیر     | وزن ۵۵ کیلوگرم آقایان Greco-Roman |
| Null برنز | عباس بیگلربیگی   | ۲۰۰۵ ازمیر     | کشتی آزاد مردان ۶۰ کیلوگرم        |
| Null برنز | مهدی شرابیانی    | ۲۰۰۵ ازمیر     | Greco-Roman مردان ۱۲۰ کیلوگرم     |
| Null نقره | بهنام احسان‌پور   | ۲۰۱۳ کازان     | کشتی آزاد مردان ۶۰ کیلوگرم        |
| Null نقره | هادی علیزاده     | ۲۰۱۳ کازان     | وزن ۷۴ کیلوگرم آقایان Greco-Roman |
| Null نقره | امیر علی اکبری   | ۲۰۱۳ کازان     | Greco-Roman مردان ۱۲۰ کیلوگرم     |
| Null برنز | محمدحسین محمدیان | ۲۰۱۳ کازان     | کشتی آزاد مردان ۸۴ کیلوگرم        |
| Null برنز | پرویز هادی       | ۲۰۱۳ کازان     | آزاد مردان ۱۲۰ کیلوگرم            |
| Null برنز | مهدی علیاری      | ۲۰۱۳ کازان     | وزن کریسمو آقایان ۹۶ کیلوگرم      |

### ووشو
| مدال      | نام            | بازی‌ها     | رویداد                         |
| --------- | -------------- | ---------- | ------------------------------ |
| Null طلا  | عرفان آهنگریان | ۲۰۱۷ تایپه | ساندویچ مردان ۶۰ کیلوگرم       |
| Null طلا  | جعفر شیرزاده   | ۲۰۱۷ تایپه | ساندویچ مردان ۷۰ کیلوگرم       |
| Null طلا  | حمیدرضا لادور  | ۲۰۱۷ تایپه | ساندویچ مردان ۸۰ کیلوگرم       |
| Null نقره | آرزو سلیمی     | ۲۰۱۷ تایپه | ساندا زنان ۵۲ کیلوگرم          |
| Null برنز | امیر محمدرضایی | ۲۰۱۷ تایپه | مجموع فرم‌های دائوشو و گون شو   |
| Null برنز | فاطمه حیدری    | ۲۰۱۷ تایپه | مجموع فرم‌های نانچوان و نن دائو |